# Джидайгеки
Джидайгеки (на японски: 時代劇) е жанр в киното и театъра на Япония.
Наименованието на жанра означава буквално „историческа драма“. Сюжетите на джидайгеки са разположени в миналото, най-често в периода Едо (1603-1868), макар че има и изключения. Поджанрът чамбара (буквално „бой с мечове“) включва много елементи на приключенски филм и екшън, като обикновено главните герои са самураи.